# デニ・アヴディア
- デニ・アヴディヤ

デニ・アヴディア（Deni Avdija, ヘブライ語: דני אבדיה, セルビア語キリル・アルファベット: Дени Авдија; 2001年1月3日 - ）は、イスラエル・ベイトゼラ出身のプロバスケットボール選手。NBAのポートランド・トレイルブレイザーズに所属している。ポジションはスモールフォワード。

## 経歴

### 生い立ち
イスラエルの北部にあるベイトゼラで生まれる。父は元バスケットボールユーゴスラビア代表のズッファ、母シャロンもバスケットボール選手というバスケットボール一家で育つ。
16歳でマッカビ・テルアビブFCに入団。頭角を現した彼は、FIBA U20 ヨーロッパ選手権でイスラエルチームが2018年、2019年と二度の金メダルを獲得する原動力となった。2019年大会ではMVPにも選ばれている。

### ワシントン・ウィザーズ
2020年のNBAドラフトにて1巡目全体9位でワシントン・ウィザーズから指名され、12月1日にウィザーズとのルーキー契約に合意した。

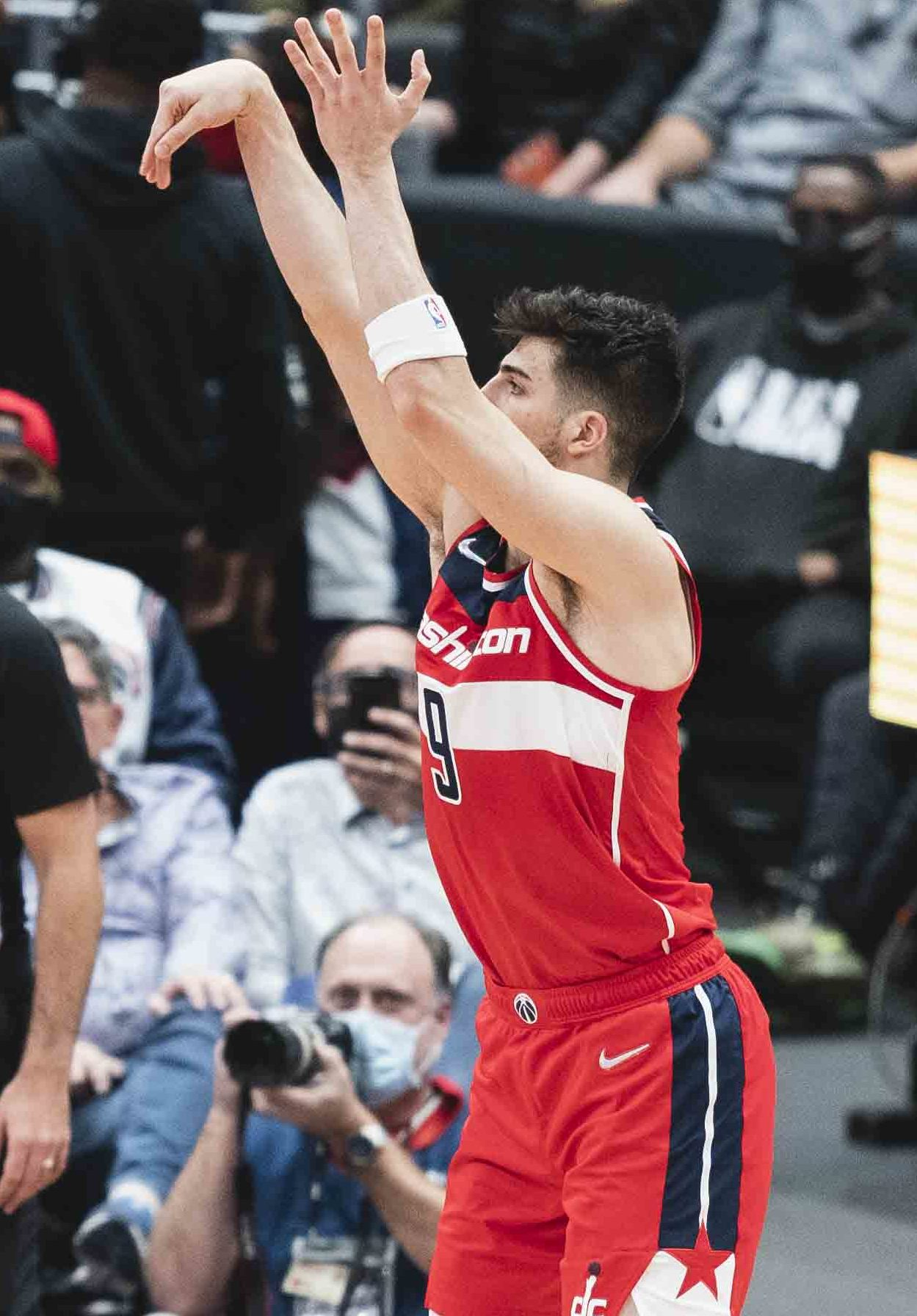
ジャンプショットを試みるアヴディア（2021年）

2021年4月21日のゴールデンステート・ウォリアーズとの対戦中、シュート後の着地時に右足首をひねってしまい、のちに亀裂骨折と診断され残りのシーズンは離脱となった。
2023年1月11日のシカゴ・ブルズ戦でキャリアハイとなる20リバウンドを含む9得点、4アシストを記録し、チームは100-97で辛勝した。同月30日のサンアントニオ・スパーズ戦でシーズンハイとなる25得点を記録し、チームは127-109で勝利した。
10月22日にウィザーズとの4年総額5,500万ドルの延長契約に合意した。2024年2月14日のニューオーリンズ・ペリカンズ戦でキャリアハイとなる43得点を含む15リバウンド、3アシスト、1ブロックを記録したが、チームは126-133で敗れた。このシーズン、アヴディアは75試合全てに先発出場し、平均14.7得点、7.2リバウンド、3.8アシストを記録した。

### ポートランド・トレイルブレイザーズ
2024年のNBAドラフト当日にマルコム・ブログドン、カールトン・カリントンのドラフト交渉権、2029年の1巡目指名権、2つの将来のドラフト2巡目指名権とのトレードでポートランド・トレイルブレイザーズへ移籍した。
2025年3月2日のクリーブランド・キャバリアーズ戦で自身初のトリプル・ダブルとなる30得点、12リバウンド、10アシストを記録したが、チームは延長戦の末に129-133で惜敗した。4月1日のアトランタ・ホークス戦で自身2度目のトリプル・ダブルとなる32得点、15リバウンド、10アシスト、2スティールを記録し、チームは127-113で勝利した。

## プレースタイル
ドラフト前の評価では「ルカ・ドンチッチ2世」と称されるほどの、得点・リバウンド・アシスト能力を備え持つユーティリティプレイヤー。また、運動能力は低いものの、ガードからセンターまで守備できる、ペリメーターディフェンスも得意とする。

## 個人成績

### NBA

#### レギュラーシーズン
| シーズン | チーム | GP  | GS  | MPG  | FG%  | 3P%  | FT%  | RPG | APG | SPG | BPG | PPG  |
| -------- | ------ | --- | --- | ---- | ---- | ---- | ---- | --- | --- | --- | --- | ---- |
| 2020–21  | WAS    | 54  | 32  | 23.3 | .417 | .315 | .644 | 4.9 | 1.2 | .6  | .3  | 6.3  |
| 2021–22  | WAS    | 82* | 8   | 24.2 | .432 | .317 | .757 | 5.2 | 2.0 | .7  | .5  | 8.4  |
| 2022–23  | WAS    | 76  | 40  | 26.6 | .437 | .297 | .739 | 6.4 | 2.8 | .9  | .4  | 9.2  |
| 2023–24  | WAS    | 75  | 75  | 30.1 | .506 | .374 | .740 | 7.2 | 3.8 | .8  | .5  | 14.7 |
| 2024–25  | POR    | 72  | 54  | 30.0 | .476 | .365 | .780 | 7.3 | 3.9 | 1.0 | .5  | 16.9 |
| 通算     | 通算   | 359 | 209 | 27.0 | .462 | .337 | .753 | 6.2 | 2.8 | .8  | .4  | 11.3 |

### ユーロリーグ
| シーズン | チーム               | GP | GS | MPG  | FG%  | 3P%  | FT%   | RPG | APG | SPG | BPG | PPG | PIR |
| -------- | -------------------- | -- | -- | ---- | ---- | ---- | ----- | --- | --- | --- | --- | --- | --- |
| 2018-19  | マッカビ・テルアビブ | 8  | 0  | 6.4  | .444 | .500 | 1.000 | 1.5 | .3  | .1  | .0  | 3.9 | 3.0 |
| 2019-20  | マッカビ・テルアビブ | 26 | 5  | 14.3 | .436 | .277 | .556  | 2.6 | 1.2 | .4  | .2  | 4.0 | 3.9 |
| 通算     | 通算                 | 34 | 5  | 12.4 | .438 | .316 | .600  | 2.4 | .9  | .3  | .2  | 4.0 | 3.5 |

## イスラエル代表
イスラエル代表として2022年ユーロバスケットに出場。延長戦までもつれた初戦のフィンランド戦では23得点、15リバウンドの活躍でチームの勝利に大きく貢献し、2戦目のオランダ戦でもゲームハイの21得点の活躍でチームの逆転勝利に大きく貢献した。